# Теодор Горанов
Теодор Горанов е български архитект.

## Биография
Роден на 29 октомври 1890 г. в София. Следва архитектура във Висшето техническо училище в Мюнхен (1909 – 15). Участва в Балканската война (1912 – 13). Завършва с отличие образованието си, заедно с Борис Русев (1890 – 1983), с когото по-късно основават общо ателие (1915). Мобилизиран (1915 – 18). Завършва Школата за запасни офицери на подполковник Борис Дрангов и участва в Първата световна война.

### Архитектурна и преподавателска дейност
Работи в Столична община (1918 – 1920). Работи в частно архитектурно бюро, съвместно с архитект Борис Русев, в София (1921 – 33). Началник на Архитектурното отделение при Столичната община (1934 – 35). Основна задача – организиране плановото изграждане на София и подготовка създаването на първия цялостен градоустройствен план на столицата. Под негово ръководство се изграждат жилищен комплекс на улица „Татарли“ и булевард „А. Стамболийски“, две къпални, озеленява се около канала на река Перловец. Директор на архитектурно-градоустройствената дирекция към Софийската община (1936 – 44). Работи на свободна практика (1945 – 47).
Професор по градоустройство при Варненския университет (1948). Ръководител на ателие в държавната проектантска организация по градоустройство и регулация-ПРОГРЕ (1948 – 50). След закриване на Враненската политехника – професор в катедрата по градоустройство при инженерно-строителния институт (1953 – 58).
Почетен гражданин на София, награден с почетен знак на СНС – I ст. (1959). Носител на орден „За човеколюбие“, I, II и III ст.
Умира на 9 февруари 1962 в София.

## Памет
На професор Теодор Горанов е наречена улица в квартал „Симеоново“ в София (Карта).

## Творби
- Самостоятелно (в София):
  - 1925 г. Къща и ателие на Ел. Консулова-Вазова, ул. „Хан Крум“ 41 (кв. 437а, пл. № 5).
  - 1935 г.	Жилищен съпритежателски дом на Мария и Христо Горанови, бул. „Дондуков“ 50 – 52 и ул. „Г. Бенковски“.
  - 1935 – 42 г. Общински образцови фондови жилища, ул. „Татарли“ и бул. „А. Стамболийски“ (с арх. Кирил Босев и арх. В. Сиромахов).
- Съвместно с арх. Борис Русев:
  - 1920 – 24 г. Дом Шавкулови, бул. „Цар Освободител“, ул. „Раковски“, София (първи проект – арх. К. Хайнрих, 1915).
  - 1924 – 29 г. Сграда на БИАД, ул. „Раковски“, София (I премия в конкурс – 1920).
  - 1925 г. Печатница на Стефан М. Стойков, ул. „А. Кънчев“ и „Денкоглу“ 46 (преустроена по-стара двуетажна къща; кв. 401, пл. № 9).
  - 1928 – 29 г. Офицерско събрание (Военен клуб), Враца.
  - 1930 – 31 г. Къща Стоянович, бул. „П. Евтимий“ 4, София.
  - 1932	Кооперативен жилищен дом на инж. Пиперков, ул. „Върбица“, София.
  - 1932 – 34 г. Офицерско събрание, Плевен.
- В колектив в ПРОГРЕ:
  - 1948 – 49 г. Градоустройствен план на Варна (с арх. Константин Яръмов и Б. Далчев).
  - 1949 – 50 г. Подробен регулационен план на Ямбол (с К. Яръмов).
  - 1953 – 55 г. Министерство на Тежката промишленост, София (днес: Министерски съвет, в колектив с ръководител арх. К. Николов, с арх. Б. Далчев и др.).